# Афгано-узбекистанские отношения
Афгано-узбекистанские отношения — двусторонние дипломатические отношения между Афганистаном и Узбекистаном. Протяжённость государственной границы между странами составляет 144 км.

## Сравнительная характеристика
|                     | Узбекистан                                          | Афганистан                                        |
| ------------------- | --------------------------------------------------- | ------------------------------------------------- |
| Население           | 36 000 000                                          | 40 719 234                                        |
| Территория          | 448 924 км²                                         | 652 864 км²                                       |
| Плотность населения | 75,8 чел./км²                                       | 43,5 чел./км²                                     |
| Столица             | Ташкент                                             | Кабул                                             |
| Крупнейший город    | Ташкент                                             | Кабул                                             |
| Правительство       | президентская республика                            | президентская республика                          |
| Язык                | узбекский                                           | пушту и дари                                      |
| Основная религия    | Ислам (суннитского толка)                           | Ислам (суннитского толка)                         |
| ВВП                 | 68,190 млрд долларов США (2201 $ на душу населения) | 21,39 млрд долларов США (687 $ на душу населения) |
| ИРЧП                | 0,727                                               | 0,478                                             |

## История
Территории этих стран находились под единым контролем в период династий Саманидов, Газневидов и Тимуридов. В 1750 году был подписан Договор о дружбе между афганцем Ахмад-шахом Дуррани и бухарцем Мохаммадом Мурадом Беком, река Амударья стала официальной границей Афганистана. В 1981 году силами советских строителей был построен Мост Дружбы — железнодорожно-автомобильный мост через реку Амударья длиной 816 метров. С 1996 по 2002 год движение по мосту было запрещено узбекскими властями из-за нестабильной политической обстановки в Афганистане.
В 2021 году после ухода Международных сил содействия безопасности и установление режима Талибана прежнее афганское правительство бежало из страны, в том числе в соседний Узбекистан, в результате этого на территории Узбекистана появились военная авиатехника (22 самолёта и 24 вертолёта) из Афганистана. Талибы потребовали вернуть технику, но узбекские власти отказали, поскольку авиатехника фактически принадлежит США. 
В январе 2023 года власти Узбекистана высказали «глубокую озабоченность» правами женщин в Афганистане, в связи с сообщением о введении в Афганистане запрета на учёбу женщин и девушек в государственных и частных высших учебных заведениях.

## Пограничные вопросы
В 2001 году Узбекистан построил разделительный барьер вдоль его 144-километровой границы с Афганистаном. Это наиболее тщательно охраняемая граница в мире, уступает только барьеру между Северной и Южной Кореей. Состоит из забора колючей проволоки и второго, более высокого, забора колючей проволоки под электрическим напряжением 380 вольт, минных полей и патрулируется хорошо вооруженными узбекистанскими военными.